# Hiroshi Masuoka
Hiroshi Masuoka (Iruma, Prefectura de Saitama, Japó, 13 de març de 1960) és un pilot de ral·lis japonès, guanyador del ral·li Dakar els anys 2002 i 2003 en la categoria de cotxes al volant d'un Mitsubishi.
Va quedar entre els deu primers en el París-Dakar durant onze anys consecutius (des del 1994 fins al 2004).

## Palmarès
- Vencedor del ral·li Dakar en 2002 i 2003 (Segon en 2001 i 2004).
- Vencedor de la Baixa Itàlia en 2003.